# 彎曲似海梅介
彎曲似海梅介（学名：Parahermanites flexuria）为半花介科似海梅介屬下的一个种。